# Ofiarowanie (film)

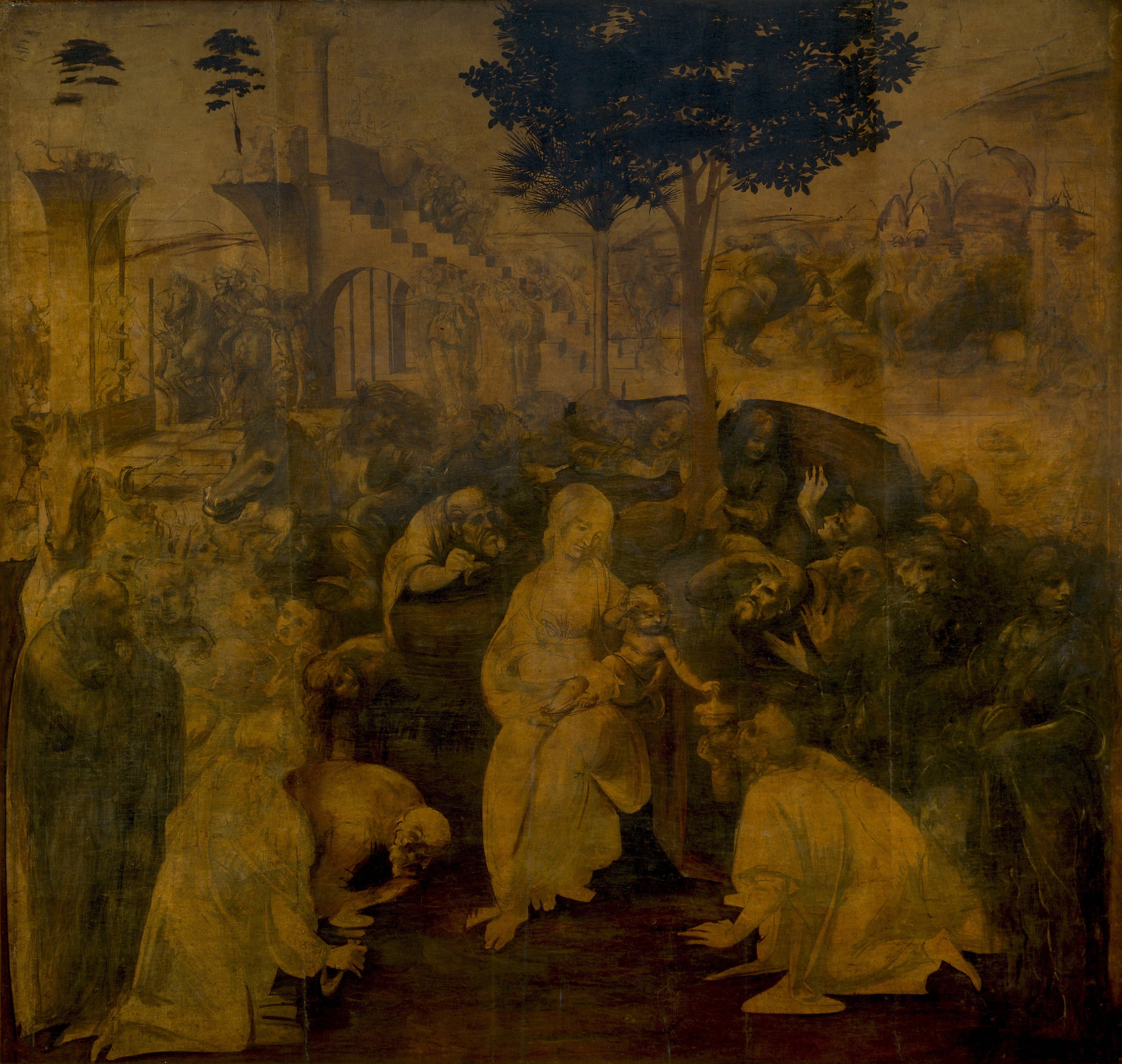
Obraz Leonarda da Vinci Pokłon Trzech Króli pojawiający się w filmie.

Ofiarowanie (tytuł oryginalny: Offret/Sacrificatio, 1986) – ostatni film rosyjskiego reżysera Andrieja Tarkowskiego, który zmarł wkrótce po jego ukończeniu, traktowany jak testament duchowy twórcy. Zrealizowany w Szwecji, zgłoszony jako szwedzki kandydat do Oscara.

## Tytuł i dedykacja
Składające się na tytuł dwa rzeczowniki – szwedzki oraz łaciński – znaczą każdy to samo: ofiarowanie. Tarkowski celowo powiązał słowo szwedzkie z katolickim terminem liturgicznym.
Sacrificatio oznacza po łacinie ofiarę w rozumieniu składanie ofiary, czyli ofiarowanie. Słowo to ukazuje ofiarę jako podstawę pobożności, a w liturgii katolickiej dotyczy przeistoczenia daru chleba i krwi w Eucharystię, czyli rzeczywiste ciało i krew Chrystusa, którego odkupieńczą ofiarę na krzyżu msza święta ponawia. Tarkowski odwołuje się do biblijnej idei „ofiary duchowej” jako podstawy więzi człowieka z Bogiem, wskazując liturgię chrześcijańską, w której to się dokonuje (choć sam prawosławny, Tarkowski sięgnął po termin zachodni, łaciński).
Tytuł zapowiada więc film, którego fabuła będzie miała symboliczne, sakralne znaczenie.
Film nosi dedykację „Dla Andriuszy” – syna reżysera.

## Fabuła, styl, znaczenia
Aleksander, 50-letni aktor/psycholog/pisarz ateista (Erland Josephson), który ma młodszą od siebie żonę aktorkę, nastoletnią córkę i małego synka (ten ostatni nazywany jest „Maleństwem, Małym Człowiekiem” i nie wypowiada ani słowa aż do ostatnich scen) jest świadkiem początków nuklearnego konfliktu zwiastujących bliski koniec planety. W rozpaczy bohater przyrzeka Bogu poświęcić wszystko, co kocha (w modlitwie nie jest jasne, co ma na myśli, na końcu filmu następuje niespodzianka), gdyby tylko można było wymazać te ponure wydarzenia. W tym celu śpi z miejscową kobietą (Marią), uważaną za „czarownicę”. Kiedy budzi się następnego ranka, wszystko wydaje się „normalne”, ale do końca nie wiadomo, czy Aleksandrowi tylko przyśniła się cała ta historia. Niemniej jednak bohater porzuca wszystko, co kocha i posiada, paląc swój dom, i zostaje odwieziony do zakładu psychiatrycznego. Być może postanawia oszaleć, by wcześniejsze sceny wojny móc uznać za swoje zwidy, a nie rzeczywistość. Rezygnuje więc ze zdrowia psychicznego, aby ocalić świat przed nuklearną zagładą. W ostatnim ujęciu odzywa się po raz pierwszy chłopiec: „Na początku było słowo... Dlaczego, tato?”
W toku harmonijnej współpracy z operatorem Svenem Nykvistem Tarkowski wypracował wysmakowany styl filmu. Tworzą go: „malarsko” skomponowane kadry (bogate kolorystycznie, ale przy celowym stosowaniu redukcji barw), niespieszny montaż, liczne ujęcia w planie ogólnym, cytaty kulturowe (ulubione przez Tarkowskiego sekwencje, kiedy kamera śledzi, „studiuje” reprodukcję dzieła malarskiego), synteza obrazu i słowa (przy wykorzystaniu wyrafinowanej muzyki). Tak kształtowany utwór nabiera cech poematu filmowego.
Ofiara Aleksandra, by ocalić świat i uzdrowić syna, ma cechy chrystotypiczne jako wyraz miłości, która ocala. Obłęd bohatera jest jego wyborem, by wyniszczyć się, otwierając na Boga, co nadaje tej decyzji wymiar mistyczny. Tarkowski nawiązuje tu do prawosławnej koncepcji obłędu, według której jurodiwy (ros. szaleniec) pozostaje w bliskiej więzi z Bogiem. Finałowe słowa uzdrowionego Maleństwa są cytatem pierwszych słów prologu Ewangelii św. Jana i stanowią wyraz nadziei reżysera na ocalenie dobra i miłości w świecie.
Tarkowski zawarł w filmie też wątki autobiograficzne, m.in. w historii znalezienia domu przez Aleksandra i jego żonę.
W toku pracy nad filmem ujawniła się u Tarkowskiego szybko postępująca śmiertelna choroba (nowotwór płuc). Nad montażem reżyser pracował już w szpitalu, a pomagał mu polski montażysta na stałe pracujący w Szwecji, Michał Leszczyłowski. Tarkowski był też zbyt osłabiony, aby wziąć udział w uroczystym pokazie Ofiarowania na Festiwalu Filmowym w Cannes.
W roku 1995, w stulecie narodzin kina, obraz Tarkowskiego znalazł się na watykańskiej liście 45 filmów fabularnych, które propagują szczególne wartości religijne, moralne lub artystyczne.